# Abschnittsbefestigung Effersdorf

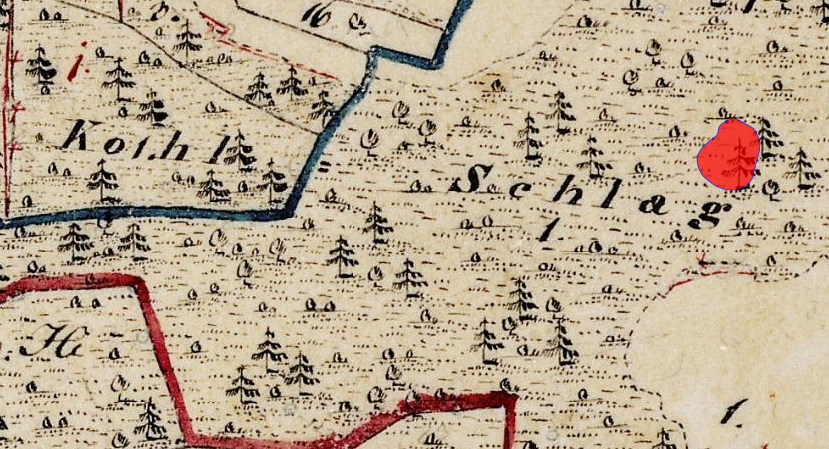
Lageplan der Abschnittsbefestigung Effersdorf auf dem Urkataster von Bayern

Die Abschnittsbefestigung Effersdorf ist ein Abschnittswall in der Flur Kohlschlag, ca. 370 m südwestlich der Einöde Effersdorf, einem Gemeindeteil des oberpfälzischen Markt Hohenfels im Landkreis Neumarkt in der Oberpfalz. Die Anlage wird als Bodendenkmal unter der Aktennummer D-3-6736-0022 als „Abschnittsbefestigung vor- und frühgeschichtlicher Zeitstellung oder des Mittelalters“ geführt.